# Gary Gilbert
Gary Gilbert é um empresário estadunidense. É fundador e criador da Camelot Pictures
Gilbert, também é sócio proprietário do time de Basquete, Cleveland Cavaliers, da NBA.